# Alessandro Guerra
Pour les articles homonymes, voir Guerra.
Alessandro Guerra, né le 15 juin 1974 à Lodi, est un coureur cycliste italien. 

## Palmarès
- 1994
  - Gran Premio Inda
- 1995
  - 7e étape du Tour de Normandie
  - Gran Premio Sportivi di Vighizzolo
  - 3e du Trofeo Papà Cervi
- 1997
  - Bologna-Passo della Raticosa
  - Grand Prix Santa Rita
  - Coppa Apollo 17
  - Trophée Nicola Pistelli
  - 3e étape du Baby Giro
- 1998
  - Milan-Rapallo
  - 1re étape du Tour de la Vallée d'Aoste
  - Trophée des Alpes de la Mer
  - 3e du Gran Premio Madonna del Carmine
- 2001
  - 2e du Giro d'Oro
  - 3e du Grand Prix de l'industrie, du commerce et de l'artisanat de Carnago
- 2003
  - Shay Elliott Memorial Race
  - 2e étape du Tour Nord-Isère

## Résultats sur les grands tours

### Tour d'Espagne
1 participation
- 2002 : 122e